# Царенсдорф
Царенсдорф (њем. Zahrensdorf) општина је у њемачкој савезној држави Мекленбург-Западна Померанија. Једно је од 76 општинских средишта округа Пархим. Према процјени из 2010. у општини је живјело 349 становника. Посједује регионалну шифру (AGS) 13060089.

## Географски и демографски подаци
Царенсдорф се налази у савезној држави Мекленбург-Западна Померанија у округу Пархим. Општина се налази на надморској висини од 30 метара. Површина општине износи 14,0 km². У самом мјесту је, према процјени из 2010. године, живјело 349 становника. Просјечна густина становништва износи 25 становника/km².